# Vignemale
O Vignemale ou, mais exatamente, o Pique Longue (em francês), Pico Comachibosa (em aragonês), Pico Viñamala ou Pico de Camachinos (em castelhano) é o quarto pico mais alto dos Pirenéus (o mais alto do lado francês) e uma das montanhas mais míticas da cordilheira, devido à sua beleza.  Com 3 298 metros (3 303 segundo fontes espanholas), é o ponto culminante da região Sul-Pirenéus. Está englobado no Parque Nacional dos Pirenéus, um parque francês. A primeira pessoa a chegar ao cume do Vignemale foi Anne Lister, proprietária de terras inglesa, alpinista, lésbica e viajante contumaz. Realizou a façanha em 1838.. A informação acima, no box, está equivocada.